# François Guiramand
François Guiramand, mort le 25 mai 1536, est un prélat français, évêque de Digne au XVIe siècle. 

## Biographie
François est un fils de Pierre Guiramand, seigneur de la Gremuse, de la Pène et de la Durane, et de Jacqueline d'Isnard. Il est le neveu d'Antoine Guiramand, évêque de Digne.
Guiramand est nommé évêque de Digne le 23 janvier 1512, succédant à son oncle, et assiste au concile du Latran en 1516-1517. François Guiramand établit plusieurs statuts en 1532.

## Source
- La France pontificale (Gallia Christiana), Paris, s.d.
- Notice sur Catholic-Hierarchy.org